# Lublé
Lublé est une commune française située dans le département d'Indre-et-Loire, en région Centre-Val de Loire.

## Géographie
| Marcilly-sur-Maulne            | Braye-sur-Maulne | Château-la-Vallière  |
|                                | Lublé            |                      |
| Noyant-Villages Maine-et-Loire |                  | Saint-Laurent-de-Lin |

### Localisation
La commune de Lublé est située dans le nord-ouest du département d'Indre-et-Loire près du département de Maine-et-Loire, entre Château-la-Vallière et Noyant.

### Hydrographie

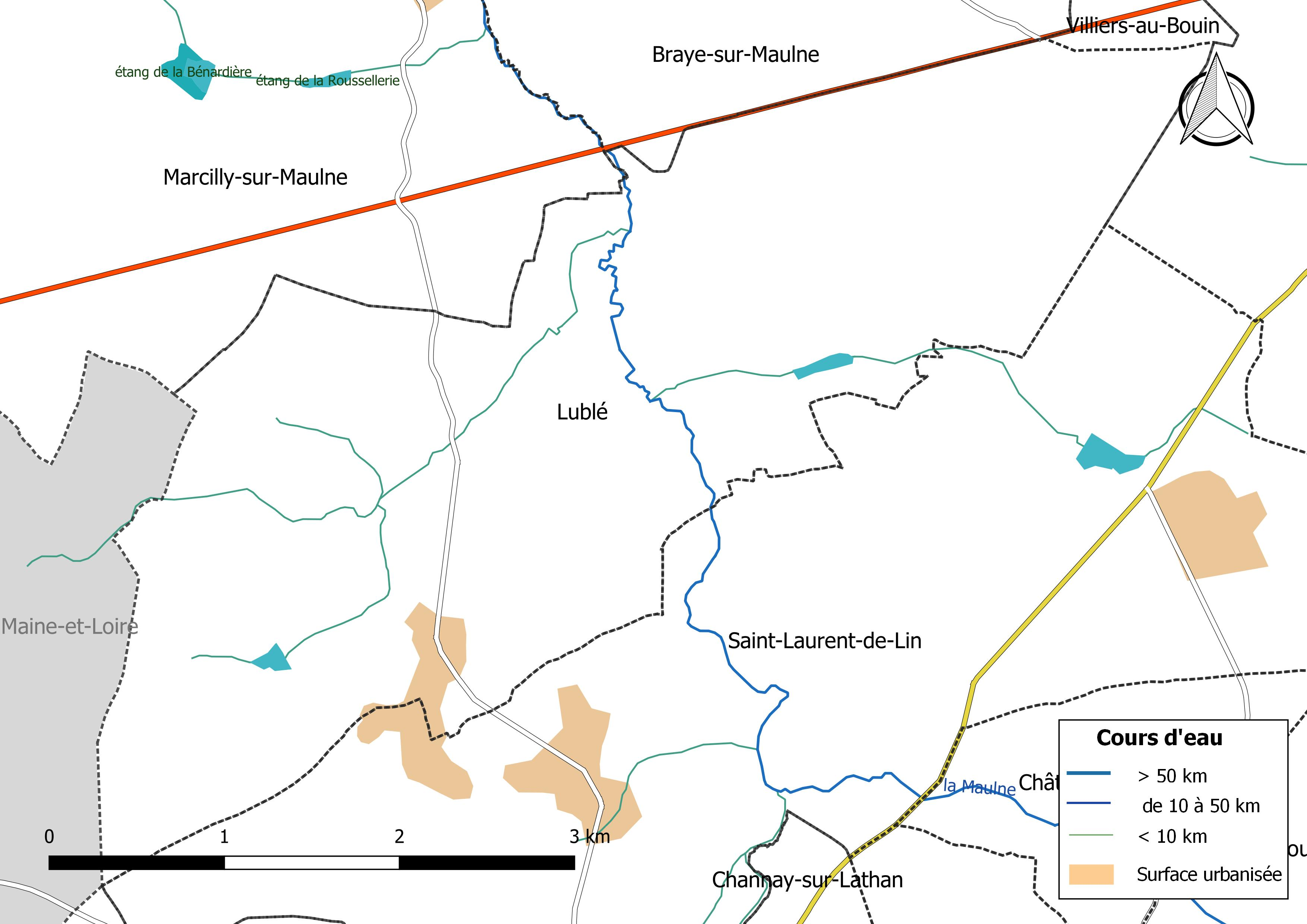
Réseau hydrographique de Lublé.

Le réseau hydrographique communal, d'une longueur totale de 10,99 km, comprend un cours d'eau notable, la Maulne (2,772 km), et quatre petits cours d'eau pour certains temporaires,.
La Maulne, d'une longueur totale de 28,7 km, prend sa source au nord de Courcelles-de-Touraine et se jette  dans le Loir à La Chapelle-aux-Choux, après avoir traversé 10 communes. Sur le plan piscicole, la Maulne est classée en première catégorie piscicole. Le groupe biologique dominant est constitué essentiellement de salmonidés (truite, omble chevalier, ombre commun, huchon).
Quatre zones humides ont été répertoriées sur la commune par la direction départementale des territoires (DDT) et le conseil départemental d'Indre-et-Loire : « la vallée de la Maulne du Moulin aux Moines à Marcilly-sur-Maulne », « la vallée de la Maulne du Tertre aux Cartes », « la vallée du Ruisseau de Lin » et « les étangs de la Fontaine du Gros Puits »,.

### Climat
Pour des articles plus généraux, voir Climat du Centre-Val de Loire et Climat d'Indre-et-Loire.
En 2010, le climat de la commune est de type climat océanique altéré, selon une étude du CNRS s'appuyant sur une série de données couvrant la période 1971-2000. En 2020, Météo-France publie une typologie des climats de la France métropolitaine dans laquelle la commune est exposée à un climat océanique et est dans la région climatique Moyenne vallée de la Loire, caractérisée par une bonne insolation (1 850 h/an) et un été peu pluvieux.
Pour la période 1971-2000, la température annuelle moyenne est de 11,3 °C, avec une amplitude thermique annuelle de 14,7 °C. Le cumul annuel moyen de précipitations est de 703 mm, avec 11,4 jours de précipitations en janvier et 6,8 jours en juillet. Pour la période 1991-2020, la température moyenne annuelle observée sur la station météorologique de Météo-France la plus proche, sur la commune de Channay-sur-Lathan à 4 km à vol d'oiseau, est de 12,1 °C et le cumul annuel moyen de précipitations est de 708,7 mm,. Pour l'avenir, les paramètres climatiques de la commune estimés pour 2050 selon différents scénarios d'émission de gaz à effet de serre sont consultables sur un site dédié publié par Météo-France en novembre 2022.

## Urbanisme

### Typologie
Au 1er janvier 2024, Lublé est catégorisée commune rurale à habitat très dispersé, selon la nouvelle grille communale de densité à sept niveaux définie par l'Insee en 2022.
Elle est située hors unité urbaine. Par ailleurs la commune fait partie de l'aire d'attraction de Tours, dont elle est une commune de la couronne,. Cette aire, qui regroupe 162 communes, est catégorisée dans les aires de 200 000 à moins de 700 000 habitants,.

### Occupation des sols
L'occupation des sols de la commune, telle qu'elle ressort de la base de données européenne d’occupation biophysique des sols Corine Land Cover (CLC), est marquée par l'importance des territoires agricoles (68,8 % en 2018), une proportion identique à celle de 1990 (68,8 %). La répartition détaillée en 2018 est la suivante : 
terres arables (38,8 %), forêts (29,9 %), prairies (15,2 %), zones agricoles hétérogènes (14,7 %), zones urbanisées (1,3 %). L'évolution de l’occupation des sols de la commune et de ses infrastructures peut être observée sur les différentes représentations cartographiques du territoire : la carte de Cassini (XVIIIe siècle), la carte d'état-major (1820-1866) et les cartes ou photos aériennes de l'IGN pour la période actuelle (1950 à aujourd'hui).

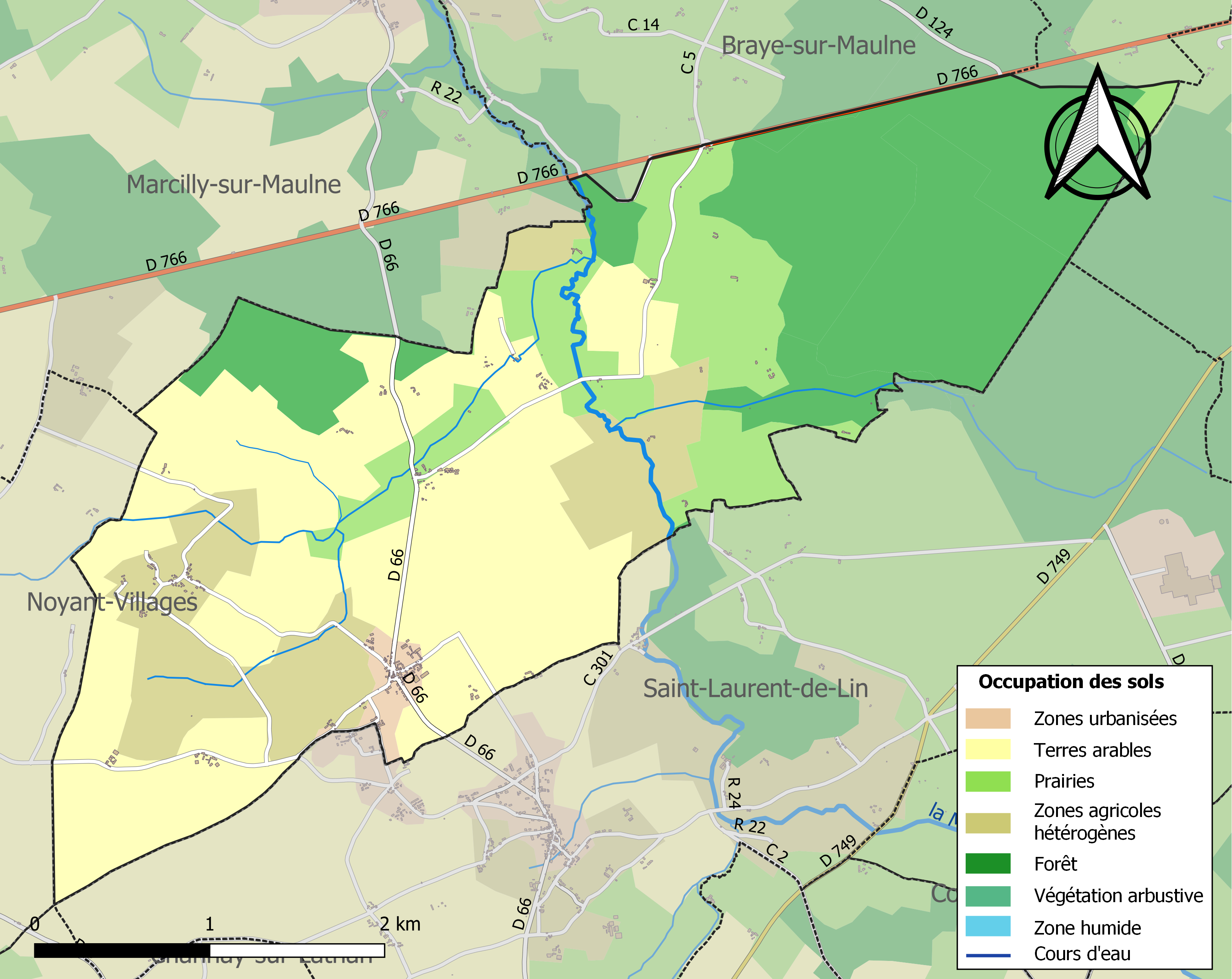
Carte des infrastructures et de l'occupation des sols de la commune en 2018 (CLC).

### Risques majeurs
Le territoire de la commune de Lublé est vulnérable à différents aléas naturels : météorologiques (tempête, orage, neige, grand froid, canicule ou sécheresse), feux de forêts et séisme (sismicité faible). Un site publié par le BRGM permet d'évaluer simplement et rapidement les risques d'un bien localisé soit par son adresse soit par le numéro de sa parcelle.
Pour anticiper une remontée des risques de feux de forêt et de végétation vers le nord de la France en lien avec le dérèglement climatique, les services de l’État en région Centre-Val de Loire (DREAL, DRAAF, DDT) avec les SDIS ont réalisé en 2021 un atlas régional du risque de feux de forêt, permettant d’améliorer la connaissance sur les massifs les plus exposés. La commune, étant pour partie dans le massif de Bourgueil, est classée au niveau de risque 1, sur une échelle qui en comporte quatre (1 étant le niveau maximal).

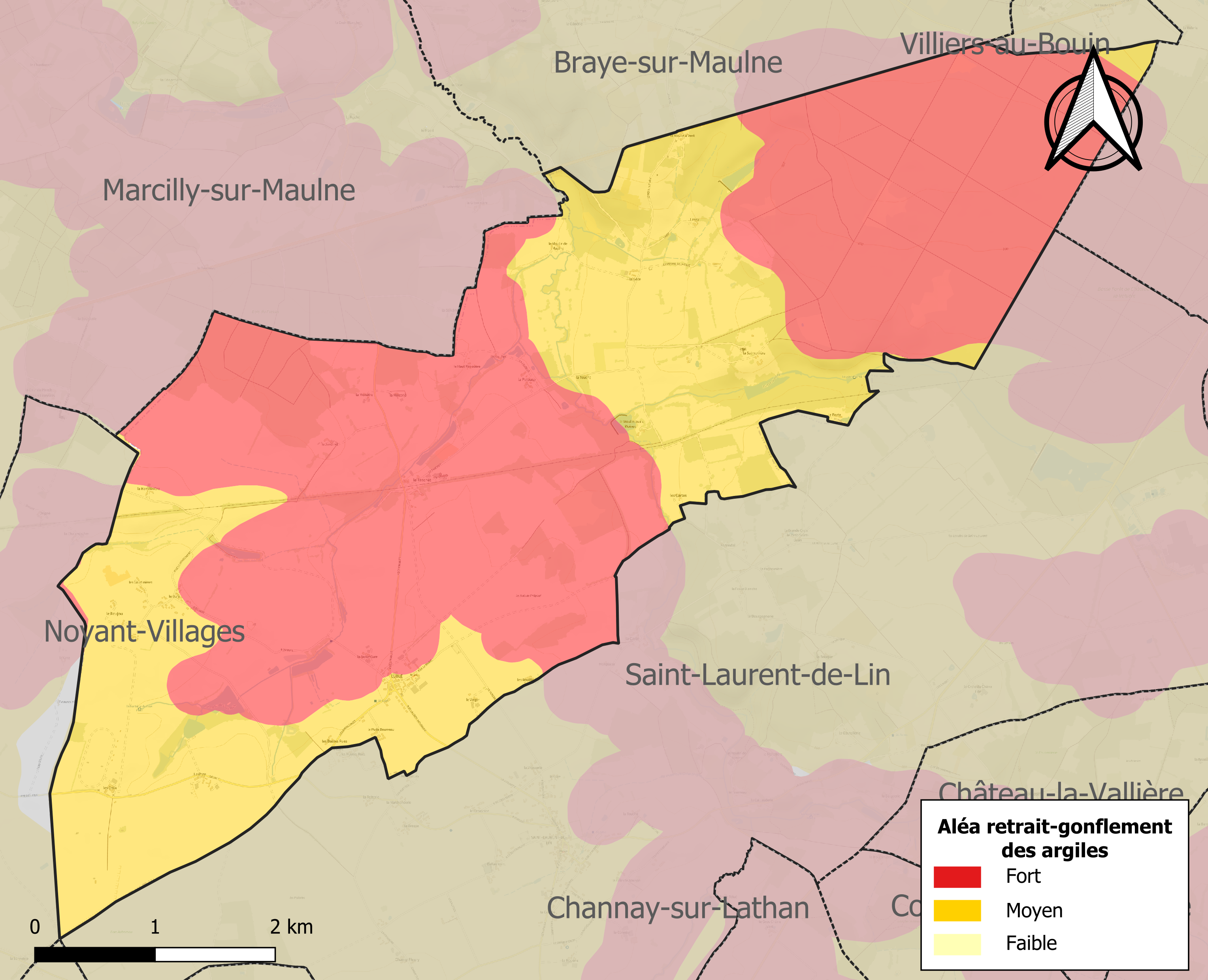
Carte des zones d'aléa retrait-gonflement des sols argileux de Lublé.

Le retrait-gonflement des sols argileux est susceptible d'engendrer des dommages importants aux bâtiments en cas d’alternance de périodes de sécheresse et de pluie. La totalité de la commune est en aléa moyen ou fort (90,2 % au niveau départemental et 48,5 % au niveau national). Sur les 99 bâtiments dénombrés sur la commune en 2019, 99 sont en aléa moyen ou fort, soit 100 %, à comparer aux 91 % au niveau départemental et 54 % au niveau national. Une cartographie de l'exposition du territoire national au retrait gonflement des sols argileux est disponible sur le site du BRGM,.
Concernant les mouvements de terrains, la commune a été reconnue en état de catastrophe naturelle au titre des dommages causés par des mouvements de terrain en 1999.

## Toponymie
L' étymologie de son nom (Lubleins ou Lubli dans une charte de 1242) est probablement basée sur l'anthroponyme romain Lupillus.

## Histoire
- Si vous ne connaissez pas le sujet, laissez ce bandeau (vous pouvez alors contacter les auteurs).
- Si vous supprimez le contenu mis en cause (vous pouvez préalablement contacter les auteurs),

argumentez précisément cette suppression dans la page de discussion
(un manque de référence n'est pas un argument ; une recherche réelle de référence doit avoir été effectuée, être formellement documentée).
La terre du Tanchet, à gauche de la route, évoque la présence d'un village antique et notamment une villa romaine. Des vestiges à fleur de terre, mis au jour à chaque labour. « Autrefois, les paysans cassaient le soc de leur charrue sur des objets mal identifiés. »
À Lublé, les tuiles gallo-romaines affleurent mais aussi des plaques de marbre de différentes origines méditerranéennes, des anses d'amphores, des clous forgés, voire des fibules. « La découverte de tessons de poteries sigillées a permis de dater le site avec plus de précision. Cette production étant caractéristique du ier siècle de notre ère. »
Il s'agirait d'un site majeur, occupé entre le 1er siècle (expertise d'un fragment de poterie par un expert INRAP d'Angers) et jusqu'à la fin du 3ème, notamment au regard d'une monnaie "antoninien" de Tétricus trouvée sur place.
Cette "re"découverte a été effectuée par un passionné bénévole, et officiellement protégée par son enregistrement par le Service des Antiquités et de la Recherche Archéologique de la Région Centre. Les fouilles y sont évidemment strictement interdites. L'ensemble des artefacts recueillis en prospection de surface, triés et classés, dont les monnaies romaines et les tessons richement décorés de poteries sigillées, ont été gracieusement confiés à la municipalité pour conservation.
Au Moyen Âge et sous l'Ancien Régime, la paroisse faisait partie de l'Anjou et dépendait de la sénéchaussée angevine de Baugé. Aujourd'hui elle est située dans la Touraine angevine.
Lublé, qui s'étend sur 1260 ha, est la moins peuplée des communes du canton de Château-la-Vallière (126 habitants en 1999). Elle est mentionnée en 1242 sous la forme Lubli. Certains fiefs de la paroisse relevaient de Marcilly, du Plessis le Vicomte (Meigné), de Ramefort (Blou), de Rillé ou de l'abbaye de Bourgueil.
Mais le château de la Cour de Lublé dépendait de Châteaux (la Vallière) et de Vaujours. Il fut acheté avec ses fermes et ses terres  en 1681 par Louise de la Vallière qui y installa l'hôpital de son duché. Cet hôpital transféré à Château-la-Vallière en 1783 est devenu la Maison de retraite jusqu'en 2023 (Cet EHPAD ayant déménagé dans des locaux neufs aux normes). Le château fut démoli en 1831 malgré l'opposition des habitants. Ses matériaux servirent  à la construction de deux fermes : La Baugellerie et la Basse Cour.
Un autre fief, nommé Launay ou Launoy, encore Launay-Trousseau, appartenait aux Trousseau, famille tourangelle qui acquit aussi Chasteaux, St-Christophe et Vaujours sur les Parthenay, seigneuries passées ensuite à leurs descendants de Bueil qui les vendirent en 1666 à Louis XIV pour former en mai 1667 le duché dévolu à sa maîtresse, ladite Louise de la Vallière. Les Trousseau de Touraine avaient aussi Véretz , qui passa à leurs descendants d'Avoir puis Bueil, puis cette terre connut un autre sort que celles qu'on vient d'évoquer car elle échut par mariage aux L'Ile-Bouchard suivis des La Trémoïlle ; et ils furent aussi brièvement vicomtes de Bruniquel.
La partie ouest de la commune repose sur l'ancienne mer des faluns.
On peut voir sous ce lien le plan cadastral napoléonien. On notera l'absence de la D66 et de la ligne de chemin de fer qui ne sera construite qu'en 1885.

## Politique et administration

### Liste des maires
La mairie de Lublé publie un bulletin annuel téléchargeable à cette adresse: https://app.box.com/bulletinsdeluble

### Tendances politiques et résultats
| Scrutin             | Scrutin             | 1er tour | 1er tour | 1er tour | 1er tour | 1er tour | 1er tour | 1er tour | 1er tour  | 1er tour | 1er tour | 1er tour  | 1er tour | 2d tour | 2d tour | 2d tour | 2d tour | 2d tour | 2d tour |
| Scrutin             | Scrutin             | 1er      | 1er      | %        | 2e       | 2e       | %        | 3e       | 3e        | %        | 4e       | 4e        | %        | 1er     | 1er     | %       | 2e      | 2e      | %       |
| ------------------- | ------------------- | -------- | -------- | -------- | -------- | -------- | -------- | -------- | --------- | -------- | -------- | --------- | -------- | ------- | ------- | ------- | ------- | ------- | ------- |
| Présidentielle 2017 | Présidentielle 2017 |          | LR       | 29,03    |          | FN       | 22,58    |          | LFI       | 18,28    |          | EM        | 16,13    |         | EM      | 62,20   |         | FN      | 37,80   |
| Présidentielle 2022 | Présidentielle 2022 |          | RN       | 27,71    |          | LFI      | 22,89    |          | LREM      | 15,66    |          | REC       | 14,46    |         | RN      | 60,81   |         | LREM    | 39,19   |
| Législatives 2022   | 5e                  |          | RN       | 22,41    |          | LR       | 20,69    |          | MoDem-Ens | 18,97    |          | PCF-Nupes | 17,24    |         | RN      | 59,18   |         | MoDem   | 40,82   |
| Législatives 2024   | 5e                  |          | RN       | 44,87    |          | PCF-NFP  | 23,08    |          | MoDem-Ens | 15,38    |          | LR        | 15,38    |         | RN      | 50,63   |         | MoDem   | 49,37   |

## Population et société

### Évolution démographique
L'évolution du nombre d'habitants est connue à travers les recensements de la population effectués dans la commune depuis 1793. Pour les communes de moins de 10 000 habitants, une enquête de recensement portant sur toute la population est réalisée tous les cinq ans, les populations de référence des années intermédiaires étant quant à elles estimées par interpolation ou extrapolation. Pour la commune, le premier recensement exhaustif entrant dans le cadre du nouveau dispositif a été réalisé en 2007.

En 2022, la commune comptait 140 habitants, en évolution de −3,45 % par rapport à 2016 (Indre-et-Loire : +1,67 %, France hors Mayotte : +2,11 %).
| 1793 | 1800 | 1806 | 1821 | 1831 | 1836 | 1841 | 1846 | 1851 |
| ---- | ---- | ---- | ---- | ---- | ---- | ---- | ---- | ---- |
| 355  | 370  | 310  | 332  | 314  | 312  | 300  | 273  | 262  |

| 1856 | 1861 | 1866 | 1872 | 1876 | 1881 | 1886 | 1891 | 1896 |
| ---- | ---- | ---- | ---- | ---- | ---- | ---- | ---- | ---- |
| 280  | 265  | 260  | 246  | 232  | 227  | 253  | 296  | 302  |

| 1901 | 1906 | 1911 | 1921 | 1926 | 1931 | 1936 | 1946 | 1954 |
| ---- | ---- | ---- | ---- | ---- | ---- | ---- | ---- | ---- |
| 300  | 286  | 280  | 298  | 292  | 298  | 284  | 250  | 224  |

| 1962 | 1968 | 1975 | 1982 | 1990 | 1999 | 2006 | 2007 | 2012 |
| ---- | ---- | ---- | ---- | ---- | ---- | ---- | ---- | ---- |
| 194  | 204  | 204  | 163  | 124  | 125  | 133  | 134  | 142  |

| 2017 | 2022 | - | - | - | - | - | - | - |
| ---- | ---- | - | - | - | - | - | - | - |
| 144  | 140  | - | - | - | - | - | - | - |

## Culture locale et patrimoine

### Lieux et monuments

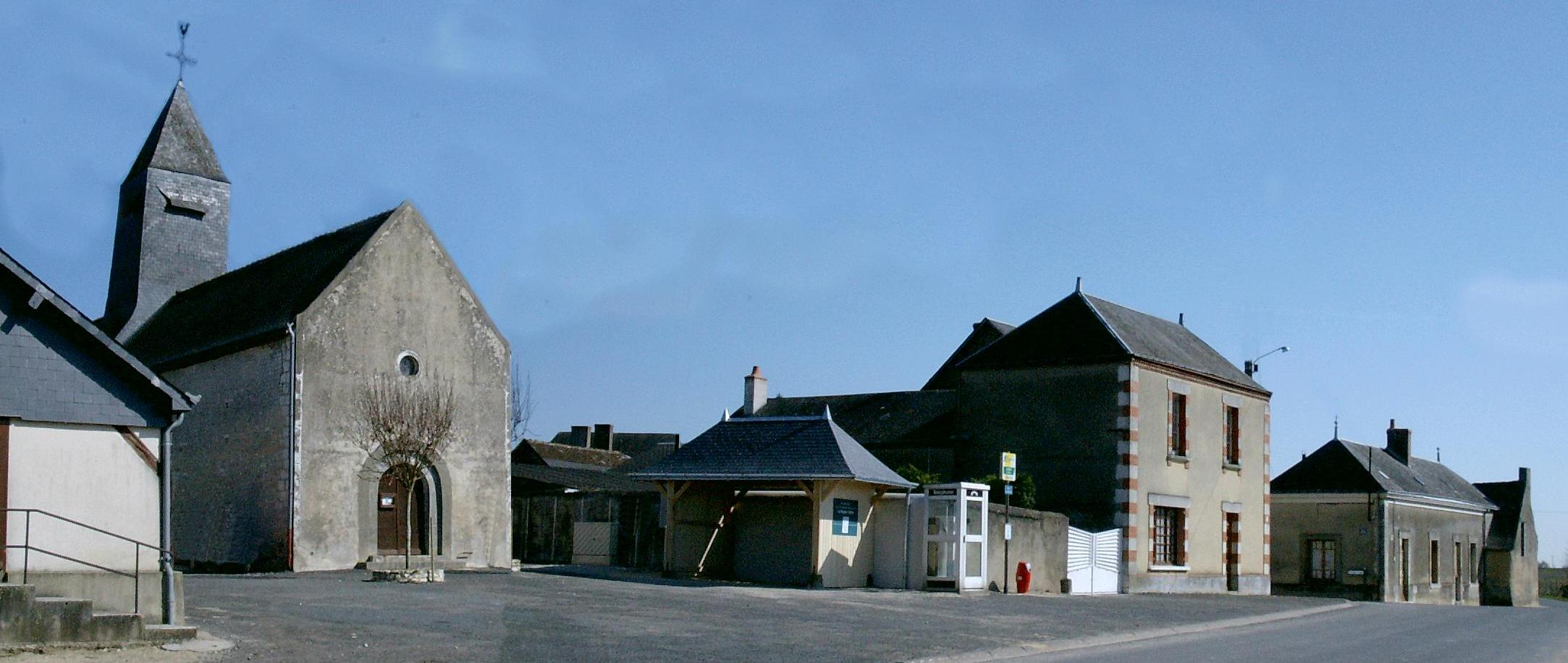
La place Saint martin avec l'église et la halle

L'église dédiée à Saint-Martin-de-Vertou est un témoin intéressant de l'architecture du XIe siècle avec sa charpente refaite en 1710. Elle a été inscrite à l'Inventaire Supplémentaire des Monuments Historiques le 21 avril 1948. 
Elle conserve un retable du XVIIIe siècle avec trois statues: un Saint Martin, un Saint Roch avec son chien et une Vierge à l'enfant.
Deux statues du XVe siècle (un Saint Jean l'Evangéliste et une Vierge), d'une facture assez fruste, sont cependant classées. 

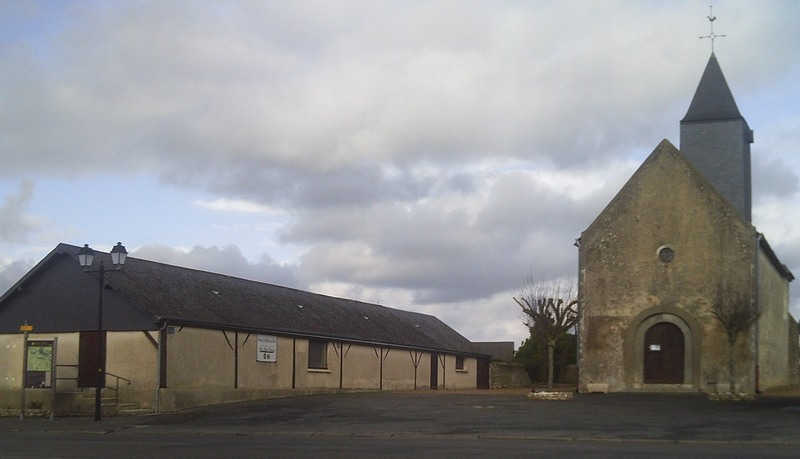
Le jeu de boules place Saint Martin

Le clocher, qui avait été déstabilisé lors de la tempête de 1999, a été restauré en 2005.
Autour de l'église, était un ancien cimetière qui a été relevé par des prisonniers allemands après la seconde guerre mondiale.
Place Saint martin (à côté de l'église), un ancien bâtiment avicole, racheté par la commune, a été converti en jeu de boules de fort pour le plus grand plaisir des passionnés de ce jeu de boules traditionnel de Val de Loire.
En face, de l'autre côté de la rue des érables, un square avec jeux pour enfants.
Dans la partie ouest de la commune, se situe un plan d'eau avec aire de pique-nique.

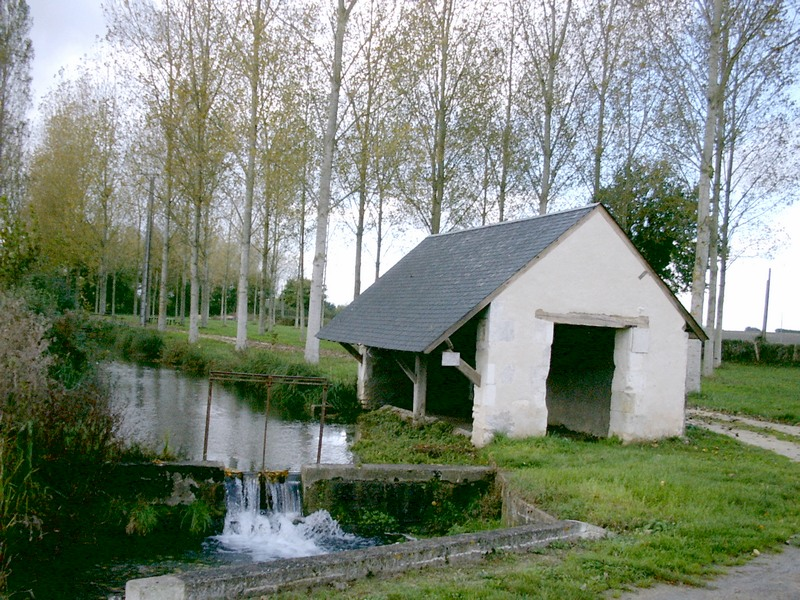
le lavoir du ruisseau du Gros Puits

A l'entrée du plan d'eau, situé sur le ruisseau du Gros Puits, un vieux  lavoir muni d'une cheminée restauré en 1989 ——►

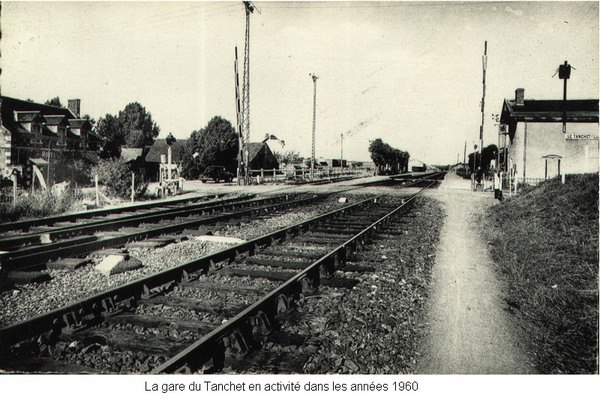
La gare en activité vers 1960

Dans sa partie nord, la commune est traversée par la ligne de chemin de fer Paris-Bordeaux (par Château-du-Loir et Saumur) construite en 1885 et  désaffectée depuis 1970, avec une ancienne gare en pierres de taille (devenue habitation privée) sise au passage à niveau de la D66 (Le Tanchet, anciennement l'Étanchet) et deux ponts enjambant des chemins ruraux.

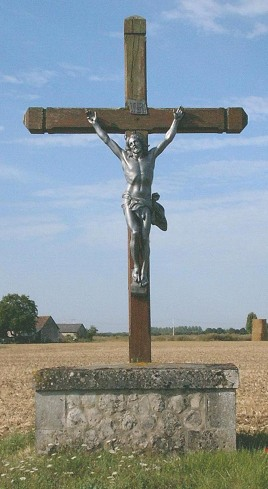

À la sortie sud de la commune, sur la route de Saint-Laurent-de-Lin, se situe Le Calvaire de la Croix Mousseau.
Érigé aux environs de 1850, il est constitué d’un socle de pierres, qui au vu de sa taille a dû servir de reposoir lors de processions, d’une croix en bois et d’un Christ en fonte moulée de la fonderie d’art du Château de Pocé-sur-Cisse (près d’Amboise).
Abattu en 1979 par une tornade, il a été restauré en 1996 sous l’égide du Conseil municipal de l’époque grâce à une subvention du Conseil Général et l’aimable concours d’artisans locaux.

### Héraldique
| Blason de Lublé | Blason  | De sinople aux trois monuments du lieu d'argent, l'hôpital à dextre, l'église à senestre et le moulin à vent en pointe, accompagnés en chef d'une coquille d'or ; au chef cousu d'azur chargé d'un dauphin couché contourné d'argent. |
| Blason de Lublé | Détails | Le statut officiel du blason reste à déterminer. |